# No Quarter: Jimmy Page and Robert Plant Unledded
A No Quarter egy 1994. október 14-én az Atlantic Records által megjelentetett koncertlemez a Led Zeppelin két frontembere, Jimmy Page és Robert Plant előadásában. A régóta várt összejövetel Page és Plant között egy 90 perces MTV Unledded koncerten történt, amit Morokkóban, Walesben és Londonban vettek fel. A koncert nem volt a Led Zeppelin újraegyesülése, hiszen a korábbi basszusgitáros/ billentyűs John Paul Jones nem vett részt a közös munkában. Valójában Jones nem tudott az összejövetelről, mert korábbi zenésztársai nem hívták meg. Később emiatt Jones és Plant konfliktusba került egymással. Jonesnak az sem tetszett, hogy Plant és Page a No Quarterről nevezték el az albumot, hiszen ez a korábbi Zeppelin szám nagyrészt Jones munkája volt.
Az albumon a Led Zeppelin klasszikusok átdolgozása mellett négy közel-keleti és marokkói ihletésű dal szerepel, a City Don't Cry, a Yallah (vagy The Truth Explodes), a Wonderful One és a Wah Wah.
A No Quarter a #4. helyen debütált a Billboard Pop Albumok listáján.

## Számok listája
Az összes dalt Jimmy Page és Robert Plant szerezte, kivéve ahol ezt jeleztük.

### Eredeti verzió
1. Nobody's Fault But Mine – 4:06
2. Thank You – 5:47
3. No Quarter (Jones/Page/Plant) – 3:45
4. Friends – 4:37
5. Yallah – 4:59
6. City Don't Cry – 6:08
7. Since I've Been Loving You (Jones/Page/Plant) – 7:29
8. The Battle of Evermore – 6:41
9. Wonderful One – 4:57
10. That's the Way – 5:35
11. Gallows Pole (Traditional arr. Page/Plant) – 4:09
12. Four Sticks – 4:52
13. Kashmir (Page/Plant/Bonham) – 12:27

### 2004-es kiadás
A tízéves évfordulóra az album új borítóval és a következő dalokkal jelent meg:
1. Nobody's Fault But Mine – 4:06
2. No Quarter (Jones/Page/Plant) – 3:45
3. Friends – 4:37
4. The Truth Explodes (korábban: "Yallah") (Page/Plant) -4:59
5. The Rain Song – 7:29
6. City Don't Cry – 6:08
7. Since I've Been Loving You (Jones/Page/Plant) – 7:29
8. Battle of Evermore – 6:41
9. Wonderful One – 4:57
10. That's the Way – 5:35
11. Wah Wah – 3:59
12. Gallows Pole (Traditional arr. Page/Plant) – 4:09
13. Four Sticks – 4:52
14. Kashmir (Page/Plant/Bonham) – 12:27

A Gallows Pole és a  Wonderful One kislemezen is megjelent.

## DVD
Az Unledded felvétel tizedik évfordulójára megjelent DVD-n látható egy bónusz interjú Marokkóból, fényképek, a Black Dog felvétele a Dick Clark’s American Music Awards díjátadó ünnepségéről, valamint a Most High videója a Walking into Clarksdale című albumról.

## Közreműködők
- Jimmy Page: gitár, mandolin, ének
- Robert Plant: ének
- Charlie Jones: basszusgitár, ütőshangszerek
- Michael Lee: dob, ütőshangszerek
- Ed Shearmur: billentyűs hangszerek, orgona, zongora
- Porl Thompson: gitár, bendzsó
- Nigel Eaton: hurdy gurdy
- Jim Sutherland: mandolin, bodhrán
- Abdel Salam Kheir: oud
- Ibrahim Abdel Khaliq: ütőshangszerek
- Hossam Ramzy: ütőshangszerek
- Farouk El Safi: daf, bendir
- Najma Akhtar: háttérvokál
- Bashir Abdel Al Nay: lant
- Amin Abdelazeem: lant
- Ian Humphries: hegedű
- David Juritz: hegedű
- Elizabeth Layton: hegedű
- Pauline Lowbury: hegedű
- Rita Manning: hegedű
- Mark Berrow: hegedű
- Ed Coxon: hegedű
- Harriet Davies: hegedű
- Rosemary Furness: hegedű
- Perry Montague-Mason: hegedű
- David Ogden: hegedű
- Janet Atkins: hegedű
- Andrew Brown: brácsa
- Rusen Gunes: brácsa
- Bill Hawkes: brácsa
- Caroline Dale: cselló
- Ben Chappell: cselló
- Cathy Giles: cselló
- Stephen Milne: cselló

## Produkció
- Jimmy Page: producer
- Robert Plant: producer
- Mike Gregovich: hangmérnök, keverés
- Martin Meissonnier: újrakiadás
- Andy Earl: fényképek
- Cally: borító